# Авиационный ленд-лиз в СССР

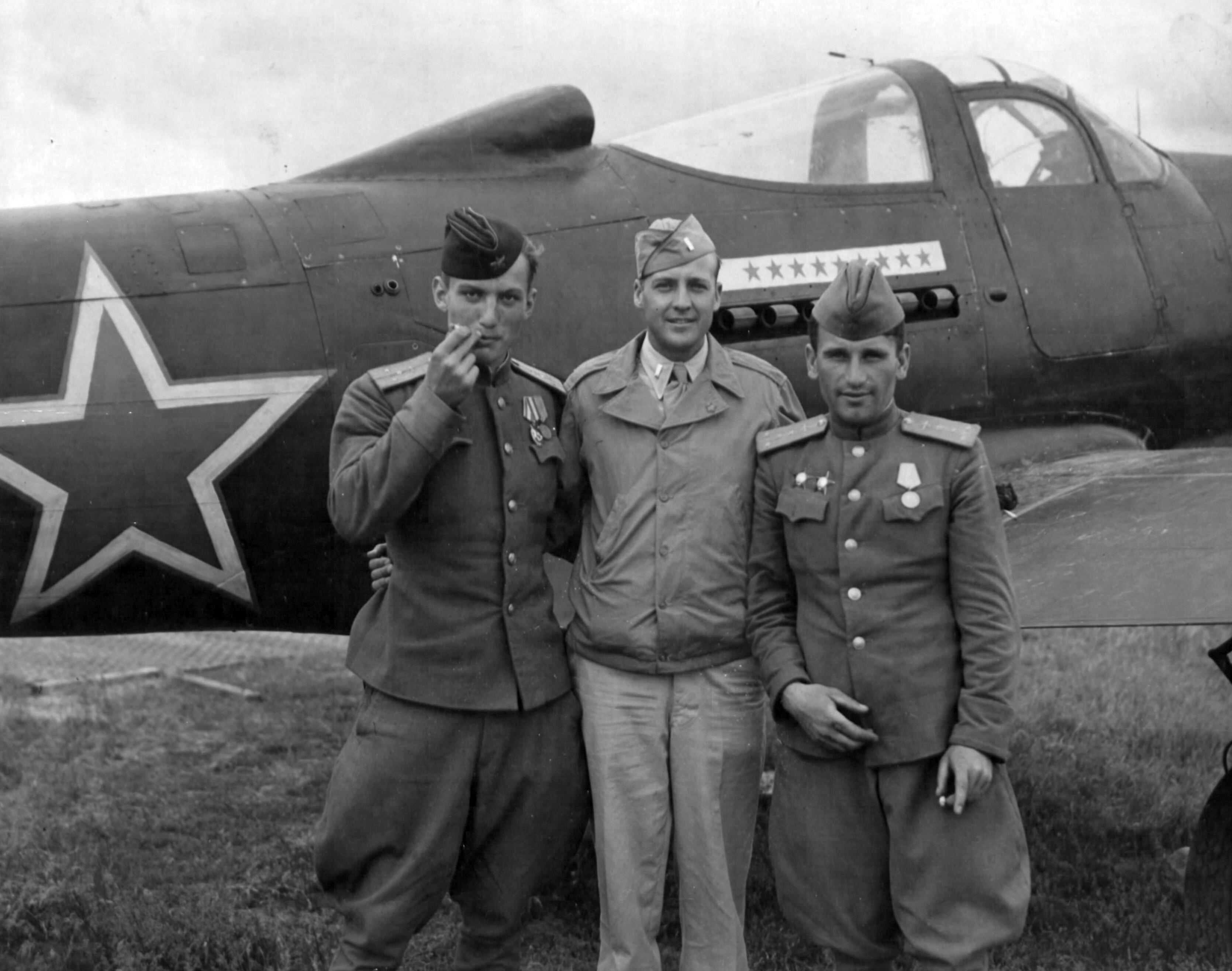
Военные лётчики США и СССР на фоне американского истребителя P-39 «Аэрокобра» в составе советских ВВС

Поставки авиационной техники в СССР в годы Второй мировой войны являлись частью общей масштабной программы помощи союзников по антигитлеровской коалиции. С нападением Германии на Советский Союз первой о готовности оказать помощь СССР поставками необходимого вооружения и техники объявила Великобритания. Следом о решении снять ограничения на поставку в СССР вооружения, накладываемые законом о нейтралитете, объявили США. Первые партии авиационной техники были закуплены СССР на собственные деньги. 1 октября 1941 года СССР, США и Великобритания подписали в Москве трёхсторонний договор, включавший в том числе обязательства по поставкам авиатехники. 7 ноября президент США Рузвельт обнародовал директиву о присоединении СССР к американской программе ленд-лиза.
Программа помощи союзникам, получившая название ленд-лиз, предполагала, что США передают своим союзникам технику и вооружение на время ведения боевых действий. Соответственно, с окончанием войны вся уцелевшая техника должна была вернуться союзникам. Объёмы поставок определялись отдельными протоколами. Поставки по первому из них завершались 30 июня 1942 года, последующие протоколы охватывали календарный год с 1 июля по 30 июня, действие 4-го протокола завершалось в 1945 году уже после разгрома гитлеровской Германии. Великобритания в целом декларировала приверженность принципам американской программы для своих поставок в СССР, при этом первые поставки в СССР были произведены за счёт американской помощи самой Великобритании. Потребности СССР в авиационной технике определялись Генеральным штабом и Наркоматом авиационной промышленности, в дальнейшем процесс сбора информации, выбора моделей и приёмки ложился на правительственную закупочную комиссию, а также военных атташе.
Первые поставки в СССР начались морскими конвоями через порты Архангельска и Мурманска. С разгромом каравана PQ-17 возникла необходимость в альтернативных маршрутах поставки. В 1942 году заработал сначала «Персидский коридор» с поставками через Иран и Ирак. В сентябре 1942 года начались поставки самолётов по трассе АЛСИБ (Красноярской трассе).

## Правовая основа ленд-лиза
4 ноября 1939 года президент США Рузвельт подписал новую редакцию закона о нейтралитете, который отменял запрет на поставку вооружения и другой материальной помощи странам, воевавшим с гитлеровской Германией, в первую очередь — Великобритании. Тем не менее, в Соединённых Штатах продолжало преобладать мнение о необходимости поддержания политики невмешательства в европейские дела. В США началось широкомасштабное развёртывание военного производства, в одном из радиообращений к нации Рузвельт призвал превратить промышленность США в «великий арсенал демократии». К концу 1940 года стало ясно, что экономическое состояние Великобритании не позволяет ей вести широкий закуп потребного вооружения и техники. После окончания президентской выборной кампании 1940 года и очередной победы Рузвельта, президент США начал настойчивый поиск возможного решения проблемы помощи Великобритании. По его мнению, использование произведенного американского вооружения в Великобритании куда больше способствовало оборонным интересам США, нежели их хранение на армейских складах. 10 января 1941 года в Конгресс США был внесён закон о ленд-лизе (официальное наименование — «Закон о содействии обороне США») и после двухмесячного обсуждения он был одобрен Конгрессом и Сенатом. 11 марта 1941 года закон был подписан президентом Рузвельтом.
Основные принципы закона о ленд-лизе гласили:
- все поставленные стране-лизингополучателю товары — военного или промышленного назначения, использованные по назначению, уничтоженные или утерянные в ходе войны, не подлежали оплате;
- имущество гражданского назначения, оставшееся в стране-получателе помощи после окончания военных действий, должно было быть оплачено Соединённым Штатам;
- военное имущество по окончании боевых действий должно было быть оплачено страной-получателем, но США имело право истребовать его возвращение;
- срок действия закона оканчивался 30 июня 1942 года (впоследствии он ежегодно продлевался вплоть до 21 августа 1945 года, когда США объявило о его прекращении)[2].

С нападением гитлеровской Германии на СССР, уже 22 июня 1941 о готовности оказать помощь Советскому Союзу выступил британский премьер-министр Черчилль, через два дня об этом же заявил и президент США Рузвельт. Несмотря на имевшиеся опасения, что Сталин, в результате тяжелых поражений первых дней войны, может быть вынужден пойти на соглашение с Гитлером, 26 июля Черчиль сообщил Сталину о готовности передать СССР 200 американских истребителей «Томахоук», из числа предназначенных для помощи самой Великобритании, а также ряд сырьевых товаров. 28 июля в Москву прибыл представитель президента США Гопкинс, в числе одной из главных задач которого была подготовка будущей трёхсторонней конференции между США, Великобританией и СССР по вопросам военной помощи воюющим с Гитлером странам. Конференция прошла с 29 сентября по 1 октября в Москве. Подписанным соглашением, известным, как первый Московский протокол, предписывалось создание шести комиссий, которые должны были определить количество и номенклатуру предстоящих поставок в СССР в рамках американского закона о ленд-лизе. Одной из шести комиссий была авиационная. По первому Московскому протоколу союзники взяли обязательство поставить в СССР в том числе 3600 самолётов.

## Маршруты поставок

### Северные конвои

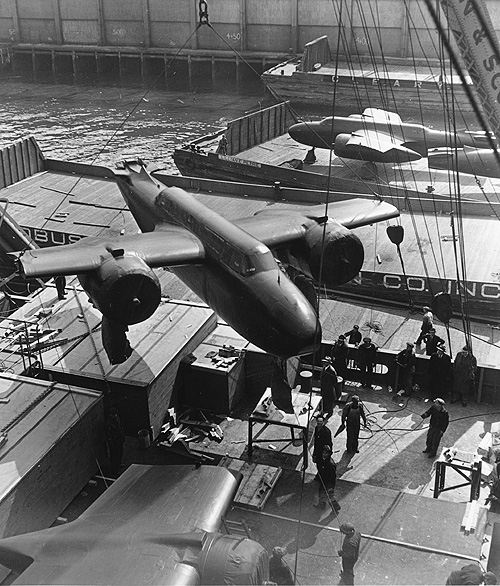
Погрузка бомбардировщиков A-20 в американском порту

Северный маршрут поставок авиационной техники через порты Мурманска и Архангельска начал работать в августе 1941 года. С первым конвоем PQ-0 в Архангельск прибыла первая партия из 64 самолётов. За 1941 год семью конвоями в СССР через Архангельск были доставлены 484 британских истребителя «Харрикейн», а также американские P-40 и P-39 — 246 и 11 единиц соответственно. 20 декабря 1941 года в Мурманск с пароходом «Декабрист» прибыла первая партия с американскими бомбардировщиками. В период полярной ночи прохождение конвоев было относительно безопасным, но с началом весны потери судов из состава конвоев стали стремительно возрастать в результате активных действий немецких подводников и авиации, базирующейся в Норвегии. Всего к июлю 1942 года северными конвоями было доставлено 1902 самолёта, но после разгрома каравана PQ-17, когда было потеряно в том числе и 210 самолётов, поставки были приостановлены до поздней осени.
Несмотря на опасность, грозившую экипажам транспортных судов и кораблям конвоев сопровождения из-за действий германского подводного флота и авиации, союзники не отказались от доставки грузов северным путём и после открытия более безопасного Трансиранского маршрута. Северный маршрут, при всей его опасности, оставался самым коротким, доставка грузов из Англии по нему занимала 10—14 дней. По мере совершенствования средств обнаружения противника и обороны конвоев процентное соотношение потерь судов и доставляемых ими грузов снижалось в ходе войны. С открытием поставок самолётов по маршрут АЛСИБ поставки авиационной техники северными конвоями постепенно снижались. За 1941—1942 год по северному маршрут были поставлены 2352 самолёта; в 1943 году — 804; в 1944 году — 766; в 1945 году — 688 самолётов. Последний из северных конвоев, JW-67, прибыл в Кольский залив уже после капитуляции Германии, 20 мая 1945 года. В числе прочих грузов, доставленных в Архангельск и Мурманск, в СССР по этому маршруту были доставлены 4790 самолётов.

### Персидский коридор

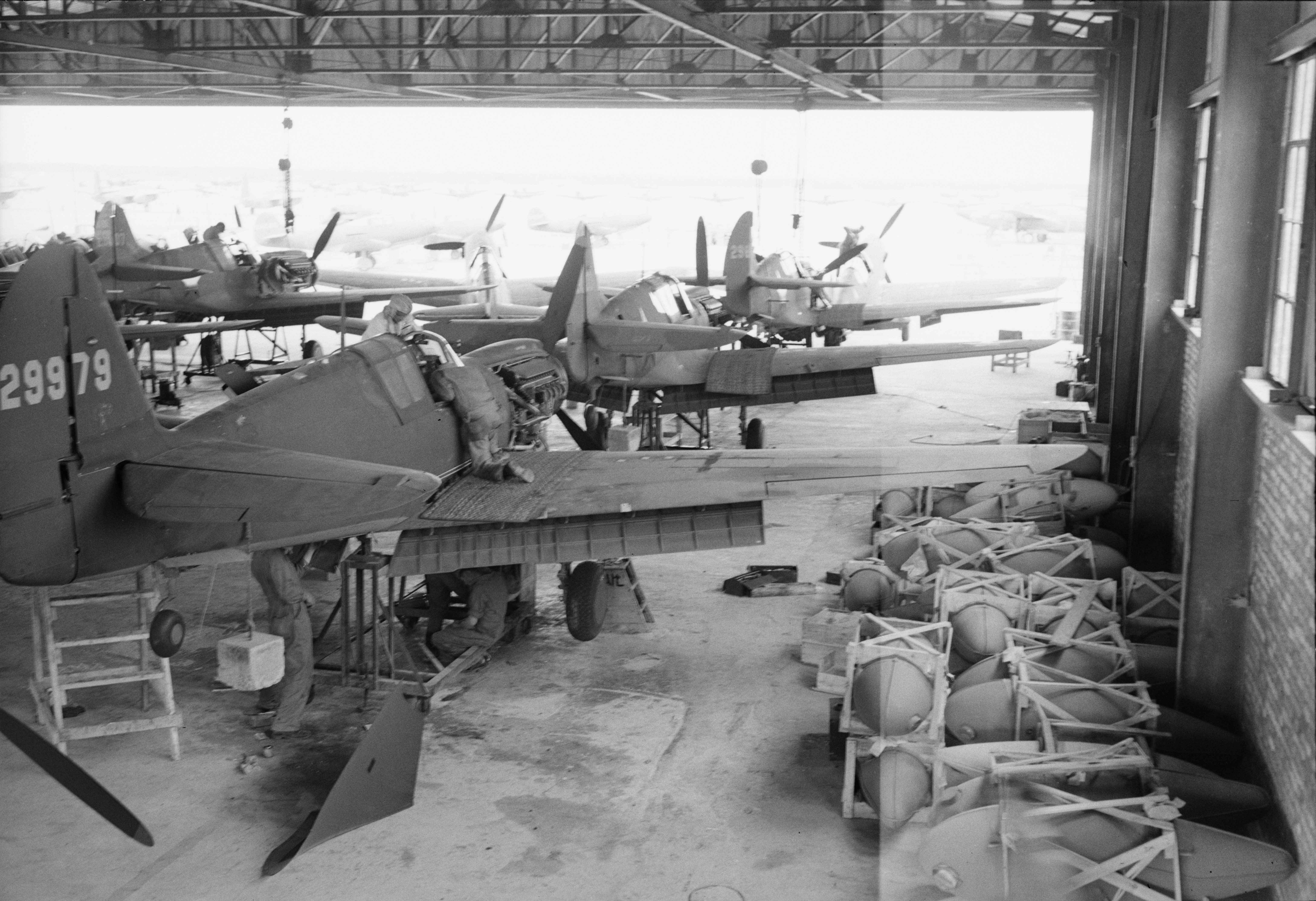
Сборка истребителей P-40 в Иране

Возраставшая опасность поставок северными морскими конвоями заставляла изучать возможность альтернативных маршрутов поставок военных грузов в СССР. В августе 1941 года британские и советские войска оккупировали территорию Ирана и в 1942 году союзники поставку ленд-лизовских грузов по иранскому маршруту, получившему название «Персидский коридор». Маршрут был намного безопаснее, но только морская часть маршрута из портов США в обход Африки занимала около трёх месяцев. Самолёты доставлялись в порт Басры в разобранном виде, так как поставка в контейнерах делала более эффективным размещение груза на судах. Потребовалась организация сборочного производства, сначала оно было организовано на британском аэродроме Маргиле в Ираке. В мае 1942 года сборочное производство переместили ближе к порту Басры в Шуайбу, где в 20 милях от порта располагалась ещё одна из английских авиабаз.
После сборки английские экипажи перегоняли самолёты на аэродром в Абадане, где происходила их приёмка советскими специалистами. В ходе приёмки каждого самолёта первый демонстрационный полёт проводился британскими экипажами, затем — советскими из состава 6-го перегоночного авиаполка, после чего самолёт считался принятым, либо отправлялся на устранение обнаруженных неисправностей. Дальнейший маршрут принятых самолётов проходил через аэродромы Багдада и аэродром Аджикабул в советском Азербайджане. Позднее, уже непосредственно в Абадане, было организовано сборочное производство самолётов американской авиакомпании «Дуглас».
Для поставок американских бомбардировщиков B-25 изначально было решено, что оптимальной будет отправка их своим ходом, так данные самолёты обладали значительной дальностью полёта. Это значительно сократило сроки их доставки в СССР. Маршрут их перелёта с завода в США был проложен с промежуточными посадками в Бразилии и западном побережье Африки. После того, как в Южной Атлантике на острове Вознесения был оборудован ещё один промежуточный аэродром, появилась возможность отправки этим же маршрутом бомбардировщиков A-20. В целом, Персидским коридором в СССР было доставлено 5648 самолётов, в том числе, в 1942 году — 680, в 1943 — 3016, в 1944—1938. Кроме упомянутых моделей бомбардировщиков, этим маршрутом поставлялись английские истребители «Харрикейн» и «Спитфайр», американские — P-39, P-40, P-47, а также учебные AT-6. Практически, поставка самолётов этим маршрутом прекратилась осенью 1944 года, в 1945 году трансиранским маршрутом прибыли лишь 14 самолётов.

### АЛСИБ (Красноярский коридор)
Государственный комитет обороны поручил начать изыскательские работы по маршруту возможного транзита грузов из США ещё в 1941 году. В начале лета 1942 года представители американского правительства через советского посла Литвинова предложили организовать новый маршрут поставки авиатехники через Аляску и Чукотку, ширина Берингова пролива между которыми не представляла сложности для перелёта любыми типами самолётов. Но в СССР в Восточной Сибири отсутствовала сеть аэродромов, необходимая для дальнейшего транзита принятых самолётов. Немногие существовавшие площадки были способны принять лишь лёгкие У-2. Одним из вариантов был предложен маршрут вдоль Северного морского пути, где лётчики Полярной авиации уже имели сеть посадочных площадок, требовавших небольшой доработки. Но этот маршрут был отклонён, так как большую часть года перелёты пришлось бы осуществлять в условиях полярной ночи. Другой вариант маршрута через Камчатку и Комсомольск-на Амуре был потенциально опасен из-за близости к Японии, с которой США уже находились в состоянии войны, а СССР серьёзно опасался возможного нападения Японии, как союзника гитлеровской Германии по Тройственному пакту.
В итоге было принято решение об организации маршрута Уэлькаль — Сеймчан — Якутск — Киренск — Красноярск. К строительству недостающих посадочных площадок на маршруте привлекли всё население близлежащих населённых пунктов, работников сибирских и дальневосточных отделений Гражданского воздушного флота и заключённых многочисленных лагерей ГУЛАГа на Чукотке и Колыме, работавших в системе «Дальстроя». В критические моменты к работам привлекали всех учащихся школ региона, вплоть до возраста 12—13 лет. Строительство отдельных аэродромов осложнялось не только нехваткой рабочих рук, но и невозможностью доставки стройматериалов иначе, как гидросамолётами или оленьими и собачьими упряжками. Всего на маршруте в 6 тысяч километров было вновь построено полтора десятка взлётных площадок — основных и резервных.

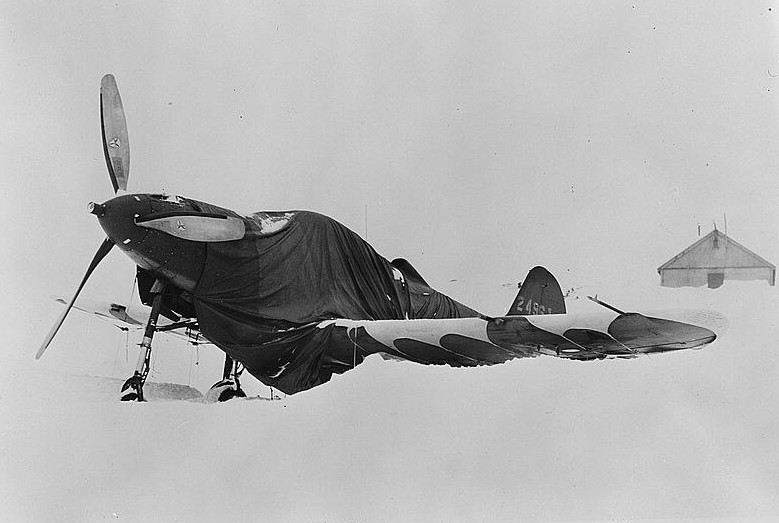
Истребитель P-39N, Ном (Аляска)

Условия на Аляске для такой масштабной переброски авиатехники были также непростыми, в первую очередь с климатической точки зрения. Американцы столкнулись с техническими сложностями — отказами при запуске двигателей при низких температурах, замерзаниями масел и технологических жидкостей в конструкции самолётов, выходами из строя приборов. В конструкцию самолётов и аэродромного оборудования на ходу вносили усовершенствования, были произведены замены марок топлива и смазки на более морозоустойчивые типы. Центральная авиабаза перед стартом перегона самолётов на Аляску была расположена в городке Грейт-Фоллз, в штате Монтана, недалеко от границы с Канадой. Сюда сходились маршруты от городов, где располагались заводы—производители авиатехники. На авиабазе была размещена 7-я перегоночная группа, входившая в Аляскинское крыло Транспортного командования ВВС США. Лётчики группы, в их состав входили и пилоты-женщины, приняв самолёты, перегоняли их на аэродром в Фэрбенксе, где размещалась советская миссия. В состав миссии входили 50 инженеров и авиатехников, а также переводчицы, часть состава миссии уже имели опыт приёмки самолётов в Иране.
Для перегона самолётов из Фэрбенкса до Красноярска в Советском Союзе была сформирована 1-я перегоночная авиадивизия, которую возглавил полковник И. П. Мазурук, в прошлом — полярный лётчик. В состав дивизии вошли пять перегоночных авиаполков из двух истребительных и двух бомбардировочных эскадрилий, лётчики которых предварительно прошли переучивание на пилотирование американских самолётов. В состав дивизии вошёл также 8-й транспортный полк, укомплектованный лётчиками ГВФ и Полярной авиации, в их распоряжение поступили транспортные Ли-2. Схема перегона выглядела следующим образом: 1-й пап принимал самолёты на базе Лэдд-филд (Фэрбенкс) на Аляске и перегонял их на аэродром Уэлькаль на Чукотке (с промежуточной посадкой в Номе). Затем лётчиков возвращали в Фэрбенкс на Ли-2. Тем временем лётчики 2-го пап из Уэлькаля перегоняли самолёты до аэродрома Сеймчан, где эстафету принимал 3-й пап, перегонявший самолёты до Якутска, где расположилась командование перегоночной дивизии. За этап от Якутска до аэродрома в Киренске отвечал 4-й пап, на аэродроме Киренска располагалась основная база 8-го транспортного авиаполка. По последнему отрезку маршрута от Киренска до Красноярска самолёты перегоняли лётчики 5-го пап. Из Красноярска большая часть самолётов отправлялась далее железной дорогой, но часть самолётов продолжала двигаться своим ходом, их пилотировали лётчики 9-го пап.
Первая партия самолётов начала свой маршрут по АЛСИБу из Фэрбенкса 30 сентября 1942 года, но в Номе эта группа задержалась до 7 октября. Дальнейший первый перегон продолжал испытывать трудности, связанные с отсутствием опыта и слаженности лётчиков и наземного персонала, были потеряны первые самолёты, погибли пилоты. Лишь к началу ноября до Красноярска добрались первые 28 истребителей P-40, 14 бомбардировщиков A-20 и 10 транспортных C-47. До конца 1942 года в Красноярск доставили ещё 10 бомбардировщиков B-25, 42 — A-20, 12 — P-39 и 15 P-40. С началом зимы трудности нарастали, температура на Чукотке и Якутии опускалась до −60°. На 3-м перегонном этапе маршрут проходил через полюс холода и командованию пришлось заложить крюк для обхода Оймякона, где температуры опускались до −70°. За первые 5 месяцев перегона произошло 45 авиакатастроф. Но по мере прохождения первых этапов лётчики и техперсонал АЛСИБа набирались опыта, в 1943 году количество перегоняемых самолётов неуклонно росло. На пике в июне 1943 года в Красноярск прибыло около 300 самолётов. Всего за годы действия АЛСИБа по нему было доставлено в СССР 8094 самолёта, в том числе 2593 самолёта P-39, 2340 — P-63, 1330 — A-20, 725 — B-25, 705 — C-47, 63 — P-40, 54 — AT-6F, 3 — P-47 и 1 C-46. На территории Канады и США были потеряны 133 самолёта, на территории СССР была списана 81 машина. Аварий было больше, но инженеры и техники старались восстановить и вернуть в строй самолёты, когда это было возможно. За годы перегона погибло более 100 лётчиков. Часть самолётов и пилотов обнаруживали в безлюдных местностях на протяжении десятков лет после войны.

## Поставки самолётов
В первые недели и месяцы Великой Отечественной войны Советский Союз по разным причинам потерял огромное количество самолётов военной авиации. Часть из них была потеряна на аэродромах в первые дни боёв, часть брошена по различным причинам, часть потеряна в воздушных боях. Трагедия советской авиации 1941 года является одной из самых дискуссионных тем для военных историков и публицистов. Ситуация усугубилась потерей многих авиационных заводов, производивших самолёты и комплектующие для них, оставшихся на оккупированной немцами территории. Часть из заводов спешно эвакуировали на восток страны, но требовалось время для возобновления производства и выхода его на максимальные мощности. Так, в декабре 1941 года все авиационные заводы СССР произвели всего 600 самолётов всех типов. Это стало причиной того, что поставка самолётов, в первую очередь — истребителей и бомбардировщиков, стала главной темой на переговорах высшего руководства СССР, Великобритании и США. Подавляющую долю в общем количестве самолётов, полученных СССР по программе ленд-лиза составили английские истребители «Спитфайр» и «Харрикейн», американские истребители P-39 «Аэрокобра», P-40, известные в СССР под именами «Томагаук» и «Киттихоук», P-63 «Кингкобра», американские бомбардировщики A-20 «Хэвок», B-25 «Митчелл». Значительную долю в своих типах составили также поставленные транспортные самолёты C-47 «Скайтрейн» и летающие лодки PBY «Каталина».
Для нужд Военно-морского флота в СССР было поставлено 2 141 самолёт.
Не все из поставленных самолётов можно было полноценно назвать современными моделями. Но даже те из них, что можно назвать устаревшими (английские «Харрикейн» и американские «Томагаук»), были более современными и превосходящими по большинству характеристик, чем самолёты И-153, И-16, составлявших основу советской истребительной авиации в самые тяжёлые первые месяцы войны. Превосходство в высотных характеристиках американских и английских самолётов, мощное вооружение и обеспечение средствами связи обеспечило их применение в войсках ПВО — из 10 тысяч самолётов, полученных в годы войны, 7 тысяч были из числа полученных по ленд-лизу. Нужно также учитывать, что поставки в Великобританию имели более высокий приоритет и количественно, и качественно. С вступлением США в войну с Японией собственные потребности союзников в авиации выросли многократно.

## Поставки оборудования и комплектующих
Частью авиационного ленд-лиза можно назвать также поставку различного авиаоборудования и комплектующих: приборов, в основном радиооборудования, радиокомпасов, фото- и кино-аппаратуры для воздушной разведки. Вместе с поставленными самолётами США и Великобритания поставили и запасные авиадвигатели к ним — всего около 5700 комплектов. В ходе изучения конструкции двигателей советскими специалистами появились проекты их возможной установки на самолётах советского производства. Так двигатели Роллс-Ройс «Мерлин» и Аллисон V-1710 предполагалось устанавливать на истребителях Як-1, Як-7 и Як-9 и бомбардировщике Пе-2, двигатели Райт R-2600 — на Ла-5 и Ил-4. Но до практического внедрения этих проектов дело не дошло. Тем не менее, конструкции ленд-лизовских двигателей оказали большое влияние на советское моторостроение. Советских специалистов впечатлили культура производства комплектующих и их сборки, экономичность расхода топлива и масла, ресурс работы до ремонта. Представители советских закупочных комиссий в США и Великобритании получили запрос на закуп небольших серий новых авиадвигателей с самолётов, не поставляемых в СССР. Но союзники, как правило, отказывали в подобных контрактах, либо предлагали к закупу лицензию на их производство.
Для потребностей советской авиапромышленности закупались также и различные конструкционные материалы — легированная сталь, алюминий, медь, латунь, бронза и другие. Особенно остро авиазаводы нуждались в алюминии — с потерей продукции Волховского и Запорожского заводов было потеряно 60 % его довоенного производства. По первому Московскому протоколу союзники обязались поставлять 2 тысячи тонн этого металла ежемесячно. В ходе войны объём поставок постоянно возрастал. Всего было поставлено 99000 тонн алюминия из США, 35400 тонн из Великобритании и 33600 тонн из Канады, большая часть которого пошла на нужды авиапромышленности. В дополнение к металлу, из США был поставлен алюминиевопрокатный завод. Критически важными были также поставки тонких латунных трубок для изготовления радиаторов — 800 тонн ежеквартально. На авиазаводы было поставлено 1488 станков из США и 178 — из Англии, а также прессы и ножницы, молоты и ковочные машины, электропечи, сварочное оборудование, режущие и измерительные инструменты. Объём поставок технологического оборудования позволял неуклонно снижать в ходе войны долю человеко-часов на единицу произведённой продукции.